# South Melbourne FC

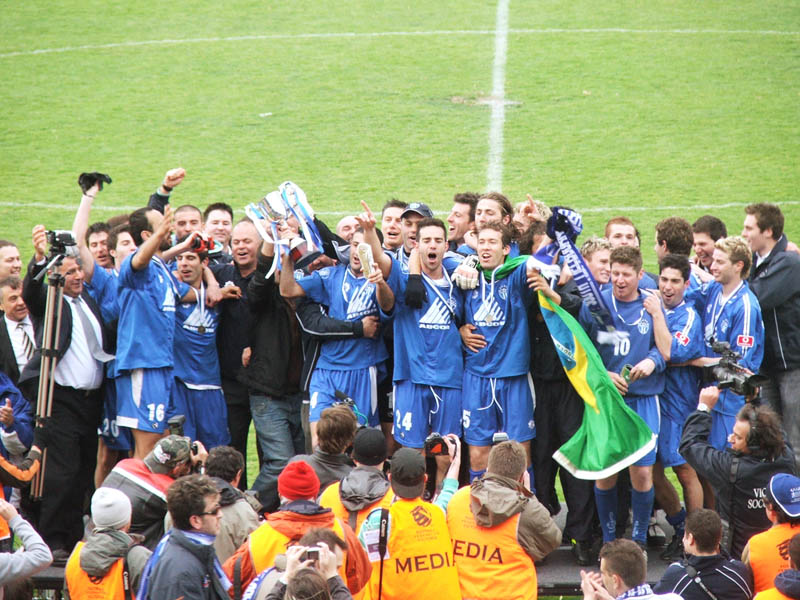
South Melbourne FC viert het winnen van de titel in 2006

South Melbourne FC is een Australische voetbalclub uit Melbourne in de staat Victoria. De club speelde jaren in de National Soccer League. Na de opheffing van deze competitie in 2004 speelt South Melbourne FC in de Victorian Premier League. South Melbourne FC geldt als een van de succesvolste Australische clubs met diverse statentitels en vier NSL-titels, een aantal dat alleen door Marconi Stallions wordt geëvenaard. De clubkleuren zijn blauw en wit. Het thuisstadion van South Melbourne FC is het Bob Jane Stadium, dat een capaciteit van 14.000 plaatsen heeft.

## Geschiedenis
South Melbourne FC ontstond in 1959 door de fusie van de drie noodlijdende voetbalclubs South Melbourne United, Yarra Park en Hellenic. Naar aanleiding van de grote groep supporters van Griekse afkomst van Hellenic, de grootste club van de drie, kreeg de nieuwe club de naam South Melbourne Hellas. Theo Marmaras, voorzitter van Hellenic en initiatiefnemer van de fusie, werd de eerste clubpresident. In 1996 veranderde de clubnaam in South Melbourne Lakers en later South Melbourne FC, aangezien de Australische voetbalbond etnische namen van voetbalclubs verbood. De Griekse achtergrond van de club speelt echter vandaag de dag nog steeds een prominente rol: veel supporters en ook spelers zijn van Griekse afkomst, evenals de huidige voorzitter en trainer.

## WK voor clubs
Als winnaar van het OFC Club Championship 1999 mocht South Melbourne FC als vertegenwoordiger van de OFC deelnemen aan het WK voor clubs 2000. In een groep met het Braziliaanse CR Vasco da Gama, het Mexicaanse Necaxa en het Engelse Manchester United, verloor South Melbourne FC alle wedstrijden en scoorde slechts één doelpunt.

## Erelijst
| Internationaal                                    |     |                                                            |
| OFC Club Championship                             | 1x  | 1999                                                       |
| Nationaal                                         |     |                                                            |
| National Premier Leagues/Victorian Premier League | 10x | 1962, 1964, 1965, 1966, 1972, 1974, 1976, 2006, 2014, 2016 |
| FFV Community Shield                              | 1x  | 2015                                                       |
| Victorian State League Division 1                 | 1x  | 1960                                                       |
| Dockerty Cup                                      | 8x  | 1974, 1975, 1988, 1989, 1991, 1993, 1995, 2015             |
| Victorian Ampol Night Soccer Cup                  | 4x  | 1969, 1970, 1976, 1982                                     |
| Buffalo Cup                                       | 1x  | 1988                                                       |
| Hellenic Cup                                      | 4x  | 1984, 2007, 2009, 2011                                     |
| National Soccer League                            | 4x  | 1984, 1991, 1998, 1999                                     |
| National Soccer League Cup                        | 2x  | 1990, 1996                                                 |

## Internationale wedstrijden
| Seizoen | Competitie            | Ronde | Land                      | Club           | Uitslagen |
| ------- | --------------------- | ----- | ------------------------- | -------------- | --------- |
| 1999    | OFC Club Championship | Groep | Vlag van Salomonseilanden | Malaita Eagles | 2-1       |
| 1999    | OFC Club Championship | Groep | Vlag van Cookeilanden     | Konica FC      | 10-0      |
| 1999    | OFC Club Championship | HF    | Vlag van Tahiti           | AS Vénus       | 3-0       |
| 1999    | OFC Club Championship | F     | Vlag van Fiji             | Nadi FC        | 5-1       |

## Bekende spelers
- Stuart Baxter
- Simon Colosimo
- Patrick Kisnorbo
- Edi Krnčević
- Kevin Muscat
- Michael Petkovic
- Peter Zoïs
- Renco van Eeken
- Nick Soolsma

## Bekende trainers
- Ferenc Puskás